# Lago Herbert G. West
O lago Herbert G. West ou mais simplesmente lago West é a albufeira formada pela barragem Lower Monumental no rio Snake, no estado de Washington, nos Estados Unidos. Ficou cheio em 1968.
Tem uma área de 27 km², capacidade de armazenamento de 533 hm3 e o nível habitual anda em redor de 465 hm3.